# Cerere în căsătorie (piesă de teatru)
Cerere în căsătorie (rusă: Предложение) este o piesă de teatru, o farsă într-un act de Anton Cehov. A fost scrisă în 1888-1889. Cerere în căsătorie a fost jucată pentru prima dată la 12 aprilie 1889 la Sankt Petersburg.

## Personaje
- Stepan Stepanovici Chubukov (Степан Степанович Чубуков), 54 de ani, proprietar de pământuri
- Natalia Stepanovna (Наталья Степановна), fiica lui Stepan,  25 de ani
- Ivan Vasilievici Lomov (Иван Васильевич Ломов), 35 de ani, un vecin al moșiei Chubukova, proprietar de pământ sănătos și bogat, dar foarte suspicios și care suferă de ipohondrie

## Prezentare

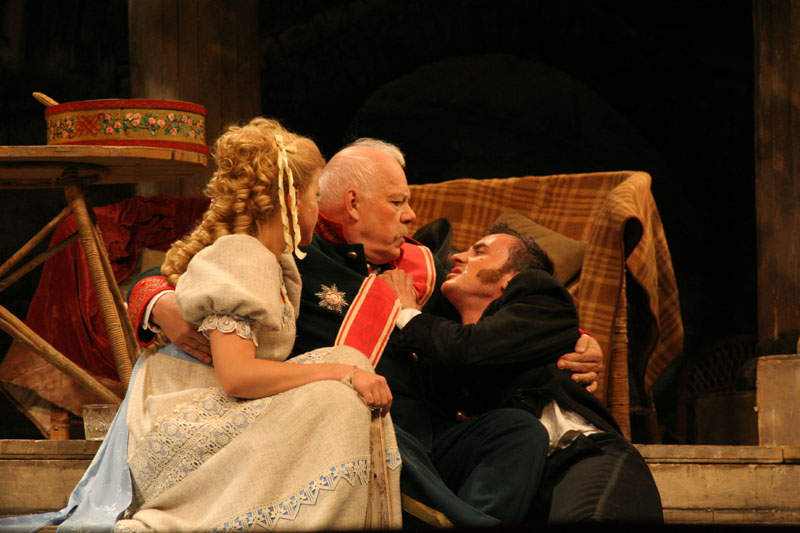
O punere în scenă la Teatrul Mic din Moscova, 2008

Acțiunea are loc în casa lui Stepan de pe moșia Chubukova.
Ivan Lomov vine la vecinul său, Stepan Chubukov să ceară mâna fiicei sale. Chubukov este fericit că Lomov a venit pentru acest lucru și nu ca să ceară înapoi banii împrumutați. Acesta își cheamă fiica și-i lasă singuri. Ivan își începe discursul pregătit în prealabil, dar curând începe cearta:  fiecare afirmând că moșia Poiana Boilor aparține familiei din care face parte. Stepan intră și îi împacă, apoi iese iar pentru a-l lăsa pe Ivan să ceară mâna fiicei sale. Dar cei doi se ceartă deoarece nu se pun de acord al cărui câine de vânătoare este mai bun, Ugadai sau Okatai. Supărat Ivan pleacă spre casa sa. Între timp, Stepan îi spune fiicei sale care este motivul adevărat al vizitei lui Ivan. Acesta este chemat înapoi dar începe iar cearta. Lomov cade secerat la pământ dar, de îndată ce se trezește, Stepan binecuvântează rapid căsătoria lor.

## Legături externe
- Textul piesei de teatru (în rusă)